# Kavşut, Göksun
Kavşut là một xã thuộc huyện Göksun, tỉnh Kahramanmaraş, Thổ Nhĩ Kỳ. Dân số thời điểm năm 2010 là 841 người.